# О «Смирне», поэме Цинны
«О „Смирне“, поэме Цинны» — условное название стихотворения римского поэта Гая Валерия Катулла, включённого в состав посмертного сборника («Книги Катулла Веронского») под номером 95. Автор здесь комплиментарно пишет о небольшой поэме своего друга Гая Гельвия Цинны, плоде десятилетней работы, противопоставляя её объёмным бесталанным произведениям Квинта Гортензия Гортала (фигурирует в стихотворении № 65, «К Гортензию Горталу») и Волюзия (№ 36, «К Венере, о стихах Волюзия»).
Сравнивая оппонентов Цинны с Антимахом Колофонским, Катулл тем самым ставит друга в один ряд с Каллимахом, что можно считать высшей похвалой.